# Midt i Byens Hjerte
|  | Denne artikel er oprettet af botten Steenthbot ud fra en ekstern database. Den kan derfor have sproglige fejl eller mangler. Denne skabelon kan fjernes efter kontrol af indholdet. |

Midt i Byens Hjerte er en dansk dokumentarfilm fra 1938.

## Handling
En film om Palladium Biografens opførelse. Den indledes med en fortælling fra København i gamle dage - med selveste H.C. Andersen som fortæller. Herefter starter byggeprocessen: den 24. april rykker Palladiums håndværkerstab ind i Industribygningen på hjørnet af Rådhuspladsen og Vesterbrogade. Man starter med den store nedrivning - byggeriet skal være færdigt på rekordtid. Råbygningen opføres i jernbeton efter de nyeste principper. Natten mellem 31. juli og 1. august begynder ophejsning af hovedspær til tagkonstruktionen. For første gang i Skandinavien anvendes elektrisk svejsning. 4. september er der rejsegilde. Billedhugger Stæhr Nielsen laver reliefferne i foyeren. Den 14. december opstilles stole i biografsalen. Fra byggeprocessen startes til teatret åbner, går der bare 8 måneder.

## Medvirkende
- Carl Schenstrøm, H.C. Andersen